# Sunshine Coast Region
Koordinaten: 26° 37′ S, 152° 57′ O

Die Sunshine Coast Region ist ein lokales Verwaltungsgebiet (LGA) im australischen Bundesstaat Queensland. Das Gebiet ist 2254 km² groß und hat etwa 340.000 Einwohner.

## Geografie
Die Region liegt an der Südostküste des Staats etwa 100 km nördlich der Hauptstadt Brisbane.
Größte Stadt und Verwaltungssitz der LGA ist Nambour mit etwa 21.000 Einwohnern. Zur Region gehören folgende Stadtteile und Ortschaften: Alexandra Headland, Aroona, Bald Knob, Balmoral Ridge, Battery Hill, Beerburrum, Beerwah, Belli Park, Bells Creek, Birtinya, Bli Bli, Bokarina, Booroobin, Bridges, Buddina, Buderim, Burnside, Caloundra, Caloundra West, Cambroon, Chevallum, Coes Creek, Conondale, Coochin Creek, Coolabine, Cooloolabin, Coolum Beach, Crohamhurst, Curramore, Currimundi, Diamond Valley, Dicky Beach, Diddillibah, Doonan, Dulong, Eerwah Vale, Elaman Creek, Eudlo, Eumundi, Flaxton, Forest Glen, Gheerulla, Glass House Mountains, Glenview, Golden Beach, Highworth, Hunchy, Ilkley, Image Flat, Kenilworth, Kiamba, Kidaman Creek, Kiels Mountain, Kings Beach, Kulangoor, Kuluin, Kunda Park, Kureelpa, Landers Shoot, Landsborough, Little Mountain, Maleny, Mapleton, Marcoola, Maroochy River, Maroochydore, Meridan Plains, Minyama, Moffat Beach, Mons, Montville, Mooloolaba, Mooloolah Valley, Mount Coolum, Mount Mellum, Mountain Creek, Mudjimba, Nambour, Ninderry, North Arm, North Maleny, Obi Obi, Pacific Paradise, Palmview, Palmwoods, Parklands, Parrearra, Peachester, Pelican Waters, Perwillowen, Point Arkwright, Reesville, Rosemount, Shelly Beach, Sippy Downs, Tanawha, Towen Mountain, Twin Waters, Valdora, Verrierdale, Warana, West Woombye, Weyba Downs, Witta, Woombye, Wootha, Wurtulla, Yandina, Yandina Creek und Yaroomba.

## Geschichte
Die heutige Sunshine Coast Region entstand 2008 aus der City von Caloundra und den beiden Shires Maroochy und Noosa. Am 1. Januar 2014 wurde Noosa wieder selbständig.

## Verwaltung
Der Sunshine Coast Regional Council hat 11 Mitglieder. Zehn Councillors werden von den Bewohnern der zehn Divisions (Wahlbezirke) gewählt. Der Ratsvorsitzende und Mayor (Bürgermeister) wird zusätzlich von allen Bewohnern der Region gewählt.
Vor 2016 vor der Abspaltung von Noosa gab es noch zwei Divisions und damit zwei Ratsmitglieder mehr.